# 셀레니스 레이바
셀레니스 레이바(Selenis Leyva, 1972년 5월 26일 ~ )는 미국의 배우이다.

## 출연 작품

### 영화
- 기품있는 마리아 (2004)
- 스파이더맨: 홈커밍 (2017)
- 크리드 3 (2023)

### 텔레비전
- 오렌지 이즈 더 뉴 블랙 (2013-19)
- 나의 대통령 일기 (2020-21)